# Andrey Zvyagintsev
Andrey Zvyagintsev (russo: Андре́й Петро́вич Звя́гинцев, pronúncia russa: [ˈzvʲæɡʲɪntsɨf]; Novosibirsk, 6 de fevereiro de 1964) é um cineasta e roteirista russo. Ele é conhecido principalmente pelas obras Vozvrashcheniye (2003), que lhe rendeu o Leão de Ouro no Festival de Cinema de Veneza; Izgnanie (2007) e Elena (2011), reconhecidas internacionalmente; Leviatã (2014), indicado ao Oscar de melhor filme estrangeiro, e Nelyubov (2017), lançado no Festival de Cannes.

## Filmografia
- Vozvrashcheniye (2003)
- Izgnanie (2007)
- New York, I Love You (2008)
- Elena (2011)
- Leviathan (2014)
- Nelyubov (2017)